# Silikastaub
Unter Silikastaub (auch: Silicastaub, Microsilika, silica fume) versteht man in der Baustoffkunde ein künstliches Puzzolan mit hohem Anteil an Kieselsäure (Siliciumdioxid SiO2), das vorwiegend als Zusatzstoff zur Herstellung von hochfestem Beton eingesetzt wird.
Silikastaub wird in der Produktbeschreibung von Normalbetonen mit dem Kurzzeichen D gekennzeichnet.
Silikastaub kann sich zu Quarzfeinstaub umwandeln bzw. kann im Hinblick auf seine physiologische Wirkung als solcher betrachtet werden. Intensives Einatmen von Silikastaub kann dementsprechend zu Silikose führen.

## Herstellung
Silikastaub fällt als Nebenprodukt in der Herstellung von Silicium- und Ferrosilicium-Legierungen an. Bei der Reduktion von Quarz mit Kohle entsteht dampfförmiges Siliciummonoxid (SiO), das bei Anwesenheit von Sauerstoff zu Siliciumdioxid reagiert und als solches durch Abkühlen in kondensierter Form aufgefangen wird. Je nach Art der im Werk hergestellten Legierungen unterscheidet sich dabei die chemische Zusammensetzung des Silikastaubs. Die Anteile an amorphem SiO2 schwanken zwischen 85 und 97 M.-%. Restliche Anteile entfallen auf Al2O3, Fe2O3, CaO, MgO, K2O, SO3 und C.
Silikastaub wird pulverförmig oder häufiger als Suspension (50 M.-% Feststoffanteil) auf der Baustelle verwendet.

## Eigenschaften
Die im Silikastaub enthaltenen Partikel sind kugelförmig und mit ihrer Teilchengröße von 0,1 bis 0,2 μm um 50- bis 100-mal feiner als Zementpartikel. Ihre spezifische Oberfläche soll nach Norm einen Wert von 15 bis 35 m²/g annehmen (zum Vergleich: die Mahlfeinheit von Zement liegt bei 0,2 bis 0,7 m²/g). Die Dichte von Silikastaub beträgt etwa 2,16 g/cm³.
Der Einsatz von Silikastaub als Zusatzstoff im Beton wirkt festigkeitssteigernd. Dies beruht auf seiner Funktion als künstliches Puzzolan. Unter der Anwesenheit von Kalkhydrat (Ca(OH)2), das bei der Hydratation von Zement entsteht, reagiert das amorphe Siliciumdioxid zu weiteren festigkeitsgebenden und wasserunlöslichen Calciumsilikathydraten. Ebenfalls festigkeitssteigernd wirkt sich bei einer Verwendung von Silikastaub die Verbesserung des Verbundes zwischen Zement und Zuschlag aus.
Durch seine geringe Korngröße erhöht sich bei einem Einsatz von Silikastaub die Dichtigkeit eines Betons. Der Silikastaub wirkt dabei als sogenannter „Füller“, der eine Verringerung des Porenvolumens (bzw. des Kapillarporenraums) und, bei richtiger Konzentration, gleichzeitig eine Erhöhung der Packungsdichte bewirkt. Das Eindringen von gasförmigen oder flüssigen Schadstoffen, wie beispielsweise Chloriden oder Sulfaten, wird erschwert. Der Frostwiderstand des Betons erhöht sich.
Die große spezifische Oberfläche des Silikastaubs bewirkt eine hohe Reaktionsfähigkeit. Jedoch steigt mit dieser auch der Wasseranspruch, wenn die optimale Menge nicht durch eine Packungsdichteoptimierung ermittelt wird. Eine Menge von etwa 10 % Silikastaub vom Zementanteil kann zu einer Versteifung bzw. einer erhöhten Klebrigkeit führen, die den Einsatz von Betonverflüssigern oder Fließmitteln nötig macht, um eine verbesserte Verarbeitbarkeit zu erreichen.
Wie bei anderen Puzzolanen, z. B. Flugasche, wird durch den Einsatz von Silikastaub eine geringere Anfangserwärmung und Hydratationswärme des Bauteils erzielt.

## Anwendung
Aufgrund von hohen Material- und Transportkosten sowie teilweise auch negativen Eigenschaften (Erhöhung der Klebrigkeit der Baustoffsuspensionen) wird Silikastaub häufig nur für Bauten mit besonderen Ansprüchen an Festigkeit oder Dauerhaftigkeit eingesetzt, z. B. für hochfeste Betone. Mit Silikastaub lassen sich unter Zugabe von Fließmitteln Festigkeiten von über 100 N/mm² bei Wasserzementwerten von 0,35 bis 0,25 erreichen.
Ein weiteres Anwendungsgebiet ist der Spritzbeton. Hier kann eine Verwendung von Silikastaub zu einer verminderten Staubentwicklung, weniger Rückprall und einer besseren Haftung durch die Erhöhung des Feinkornanteils führen.

## Normung
Die Anforderungen, die bei der Verwendung von Silikastaub erfüllt werden müssen, sind in den Normen DIN EN 13263-1 und DIN EN 13263-2 geregelt. Darüber hinaus lassen sich in der DIN EN 197-1 oder der DIN 1045-2 bzw. DIN EN 206-1 zusätzliche Bestimmungen finden.
In der DIN EN 13263-1 werden Richtwerte für Siliciumdioxid- (≥ 85 M.-%), Chlorid- (≤ 0,3 M.-%), Sulfat- (≤ 2,0 M.-%) und CaO-Gehalt (≤ 1,0 M.-%) sowie den Gehalt an freiem Silicium (≤ 0,4 M.-%) vorgeschrieben. Der Glühverlust darf einen Massenanteil von 4,0 % nicht überschreiten. Die spezifische Oberfläche muss mindestens einen Wert von 15 m²/g aufweisen.
Die DIN EN 197-1 begrenzt den Anteil an Silikastaub für Zemente der Art CEM II auf einen Anteil von 10 %. Bei Stahlbetonbauten liegt dieser Wert bei 11 % des Zementgehalts. Grund hierfür ist die Senkung des pH-Werts, die mit dem Verbrauch des Ca(OH)2 in der puzzolanischen Reaktion einhergeht. Dadurch kann der Beton seine passivierende Wirkung für die Stahlbetonbewehrung verlieren. 
Wird Silikastaub als Betonzusatzstoff eingesetzt, so kann dies in der Berechnung des Wasserzementwerts berücksichtigt werden. Unter Anwendung des „k-Wert-Ansatzes“ ergibt sich nach DIN 1045-2 ein äquivalenter Wasserzementwert (w/z)eq. Für Silikastaub wird in der Regel ein kS von 1,0 eingesetzt.